# Stella Sigcau
Công chúa Stella Sigcau (4 tháng 1 năm 1937 hoặc 14 tháng 1 năm 1937 – 7 tháng 5 năm 2006) là một Bộ trưởng trong Chính phủ Nam Phi. Sigcau cũng là nữ Thủ tướng đầu tiên của Transkei trước khi bị phế truất trong một cuộc đảo chính quân sự  năm 1987.

## Đầu đời và sự nghiệp
Stella Sigcau là con gái của Vua Botha Sigcau của bộ tộc AmaMpondo, người từng là cựu Tổng thống của Transkei năm 1976-1978. Anh trai của cô là Quốc vương Thandizulu Sigcau và nhà hoạt động quá cố ANC và Thành viên của Quốc hội Nkosi Ntsikayezwe Sigcau. Cô đặt tên con gái là Nkosi Ntsikayezwe Sigcau HRH Công chúa Stella Sigcau II (Người sáng lập: Dự án Phát triển Nông thôn Lwandlolubomvu) theo tên cô. Sigcau tốt nghiệp Học viện Loveday năm 1954 trước khi kết hôn với Ronald Tshabalala năm 1962.
Stella Sigcau tiếp tục tham dự Đại học Fort Hare. Ở đó, cô gia nhập Liên đoàn Thanh niên Quốc hội Châu Phi (ANCYL), sau đó tốt nghiệp với bằng cử nhân chuyên ngành Nhân học và Tâm lý học. Cô đã kết hôn trong một thời gian ngắn, chồng Roland Tshabalala qua đời vào năm 1964. Cô đã dạy ở một số trường học ở Natal trong những năm 1960.

## Chính trị Transkei
Năm 1968, Stella Sigcau được bầu ở Transkei đại diện cho ghế của Lusikisiki. Trước khi trao độc lập, Stella Sigcau đã tổ chức một số danh mục đầu tư, bao gồm năng lượng, giáo dục và viễn thông. Stella Sigcau là người phụ nữ duy nhất trong nội các của Transkei. Sigcau có mối quan hệ mờ nhạt với Thủ tướng Kaiser Matanzima. Tư tưởng chính trị và các hiệp hội của cô với Đoàn Thanh niên ANC ở Fort Hare, nơi đối lập trực tiếp với Matanzima. Điều này cô tin là lý do tại sao cô cảm thấy khó khăn để đảm bảo một bài đăng với tư cách là một giáo viên ở Đông Cape, do đó cô đã dạy trong một số trường học ở Natal trong những năm 1960. Mặc dù Sigcau là một phần của chính quyền Transkei, cô vẫn duy trì liên kết với ANC, người đang hoạt động từ Lusaka vào thời điểm đó. Cha của Stella Sigcau là bà Twoa Sigcau là vua của người Mpondo, người có ảnh hưởng trong bang Transkei. Một cuộc chiến giành quyền lực xảy ra giữa chính quyền Mpondo và chính phủ Transkei của Matanzima. Năm 1977, Stella Sigcau sinh đứa con thứ ba sau khi ngoại tình với tù trưởng JD Moshesh, cũng là một quan chức chính phủ. Không lâu sau đó, cha của cô là bà Cảa Sigcau qua đời vì một căn bệnh dài. Sau khi vua Sigcau qua đời, Matanzima đang tìm cách củng cố quyền lực của mình đối với người Mpondo, và ông buộc Sigcau rời khỏi chức vụ. Matanzima đã trích dẫn vụ việc của Sigcau và Chánh văn phòng JD Moshesh là vi phạm quy tắc ứng xử vì lý do triệu hồi bà khỏi văn phòng công cộng. Điều này đã gặp phải những phản ứng trái chiều, cho rằng cô cũng là một công chúa góa chồng vào thời điểm đó. Sau khi khai mạc quốc hội năm 1978 Sigcau đã lãnh đạo một nhóm vượt qua tất cả các nghị sĩ Pondoland và thành lập Đảng Tiến bộ Dân chủ, nhưng hai năm sau, bà tái gia nhập Đảng Độc lập Quốc gia Transkei, lúc đó vẫn là đảng cầm quyền..